# Lou Bega
Lou Bega, pseudonimo di David Lubega Balemezi (Monaco di Baviera, 13 aprile 1975), è un cantante tedesco di origini italiane ed ugandesi.
È noto principalmente come meteora per la canzone Mambo No. 5 (A Little Bit of...) del 1999. Il pezzo è un remake del brano strumentale del 1950 di Pérez Prado, al quale Bega ha aggiunto un testo, con un arrangiamento che ha mantenenuto integralmente la parte strumentale originale.

## Biografia
Bega proviene da una famiglia multiculturale. La madre è infatti siciliana, mentre il padre è originario dell'Uganda. Bega ha trascorso la sua adolescenza a Miami.
Mambo No. 5 di Bega è stato da subito un successo internazionale, entrando tra le prime cinque posizioni in classifica in Europa e negli USA, dove è diventata un popolare inno sportivo. È stata usata anche dal canale televisivo britannico Channel 4 come sigla per i servizi sul test cricket tra il 1999 e il 2005. Curiosamente, nello stesso anno la versione originale di Perez Prado è stata inserita in una famosa pubblicità della birra Guinness.
Nel 1999 è uscito l'album di Lou Bega A Little Bit of Mambo che include Mambo No. 5 e le hits 1+1=2, I got a girl e Tricky Tricky. Il 13 dicembre 1999 quest'album ha ricevuto un triplo disco di platino dalla RIAA. Ha venduto quasi quattro milioni di copie solo negli Stati Uniti.
È seguito nel 2001 l'album Ladies and Gentlemen, contenente anche la canzone Baby Keep Smiling, duetto con Compay Segundo.
Nel 2005 Bega ha registrato il suo terzo album, Lounatic, dal quale sono stati tratti due videoclip abbinati a You wanna be Americano e Bachata.
Lou Bega funge anche da produttore per il noto gruppo trance tedesco Groove Coverage.

## Influenza culturale
Nel video game Tropico Lou Bega è uno dei personaggi che il giocatore può scegliere come suo dittatore. Nella versione tedesca del gioco era stata inclusa anche una delle sue canzoni.
Paul Shanklin si ispirò alla musica e alle parole di Mambo No. 5 (A Little Bit of...) per una canzone satirica sul presidente degli Stati Uniti Bill Clinton e lo Scandalo Clinton-Lewinsky.
Lou Bega fa anche un'apparizione nel videogioco Il Libro della Giungla - Il ballo della giungla per Playstation, del 2000, in una sfida bonus e un videoclip in cui figura la sua cover di I Wanna Be Like You. 

## Discografia

### Album studio
- 1999 – A Little Bit of Mambo
- 2001 – Ladies and Gentlemen
- 2005 – Lounatic
- 2010 – Free Again
- 2013 – A Little Bit Of 80s
- 2021 – 90s Cruiser

### Raccolte
- 2002 – King of Mambo
- 2004 – Mambo Mambo - The Best of Lou Bega

### Singoli
- 1999 – Mambo No. 5 (A Little Bit of...)
- 1999 – Tricky, Tricky
- 1999 - I got a girl
- 1999 - 1+1=2
- 2000 – Mambo Mambo
- 2001 – Gentleman
- 2001 – Just a Gigolo
- 2006 – Bachata
- 2006 – You Wanna Be Americano
- 2007 – Conchita
- 2010 – Boyfriend
- 2010 – Sweet Like Cola
- 2013 – Give It Up